# 시드니 타미아 포이티어
시드니 타미아 포이티어(영어: Sydney Tamiia Poitier, 1973년 11월 15일 ~ )는 미국의 배우이다.

## 출연 작품
- 탐정 샘슨 (2015)
- 데쓰 프루프 (2007)
- 그라인드하우스 (2007)
- 후드 오브 호러 (2006)
- 나인 라이브즈 (2005)
- 더 데블 캣츠 (2004)
- 디 아더 사이드 (2001)
- 트루 크라임 (1999)

### 텔레비전
- 노아의 방주 (1999, Noah's Ark)
- 조안 오브 아카디아 (2003-04)
- 베로니카 마스 (2004)
- Up Close with Carrie Keagan (2007) - 본인
- 나이트 라이더 (2008-09)